# كامبوفيليتشي دي فيتاليا
كامبوفيليتشي دي فيتاليا (بالإيطالية: Campofelice di Fitalia)‏ هي بلدية في مقاطعة باليرمو في صقلية الإيطالية.

## السكان
في سنة 1861 بلغ عدد السكان 1٬017 نسمة، وتطور العدد ليصل في سنة 2011 لـ 548 نسمة.
يظهر هذا المخطط البياني تطور النمو السكاني لـ كامبوفيليتشي دي فيتاليا